# Fröslida
Fröslida is een plaats in de gemeente Hylte in de provincie Hallands län en in het landschap Halland in Zweden. De plaats heeft 124 inwoners (2005) en een oppervlakte van 8 hectare. Fröslida wordt voornamelijk omringd door bos en ligt aan de oostoever van de rivier de Nissan. De plaats Hyltebruk ligt zo'n eenentwintig kilometer naar het noordoosten en de stad Halmstad ligt zo'n achtentwintig kilometer naar het zuidwesten vanuit het dorp.